# 假面騎士平成Generations Dr.Pac-Man對EX-AID&Ghost with 傳說騎士
《假面騎士平成Generations Dr. Pac-Man對EX-AID & Ghost with 傳說騎士》（日语：仮面ライダー平成ジェネレーションズ Dr.パックマン対エグゼイド＆ゴーストwithレジェンドライダー），是日本特攝節目《假面騎士Ghost》和《假面騎士EX-AID》聯動劇場版，日本地區於2016年12月10日上映。

## 本作特色
- 本作繼劇場版《假面騎士1號》、《劇場版 假面騎士Ghost 100個眼魂與Ghost命運的瞬間》後，第三部紀念《假面騎士系列》誕生45週年的劇場版作品，亦為《假面騎士系列》聯動劇場版「MOVIE大戰系列」從以往的標題「MOVIE大戰」更改為新的標題「假面騎士Generations」系列的第一部聯動劇場版作品。
- 本作繼《真假面騎士 序章》、《假面騎士ZO》、《劇場版 假面騎士Agito Project G4》、《劇場版 假面騎士KABUTO God Speed Love》、《OOO·電王·All Riders Let's Go 假面騎士》、《劇場版 假面騎士OOO WONDERFUL 將軍與21枚核心硬幣》、《假面騎士×假面騎士 Fourze & OOO MOVIE大戰MEGA MAX》、《假面騎士1號》以及《劇場版 假面騎士Ghost 100個眼魂與Ghost命運的瞬間》後，東映第十部為紀念《假面騎士系列》誕生的電影作品。
- 首次與經典遊戲角色食鬼（Pac-Man）合作，食鬼將作爲本作的大反派出場。
- 曾飾演《海贼战队豪快者 VS 宇宙刑事卡邦 The Movie》中「宇宙警察總裁威巴爾/阿修拉達」的演員佐野史郎於本作演出[1]，另外知名摔跤選手同時也是《假面騎士系列》作品的大Fans棚橋弘至亦參與演出[2]。
- 本作除了主要演出的《假面騎士EX-AID》和《假面騎士Ghost》外，同時前作系列的《假面騎士Drive》、《假面騎士鎧武》和《假面騎士Wizard》亦於本作中作為傳說騎士登場。
- 本作繼《假面騎士×假面騎士 鎧武 & Wizard 天下決勝之戰國MOVIE大合戰》《假面騎士×假面騎士 Drive & 鎧武 MOVIE大戰 Full Throttle》及《假面騎士×假面騎士 Ghost & Drive 超MOVIE大戰 Genesis》後，再次出現於劇中角色重新獲得變身能力的設定。
- 於11月24日的完成披露上映會中得知，飾演《假面騎士Wizard》中「假面騎士Wizard/操真晴人」的演員白石隼也及《假面騎士Drive》中「假面騎士Drive/泊進之介」的演員竹內涼真兩人亦於本作中客串演出[3][4]。
- 本作繼《假面騎士×假面騎士 Fourze & OOO MOVIE大戰MEGA MAX》《假面騎士×假面騎士 Wizard & Fourze MOVIE大戰Ultimatum》後第三次出現歷代騎士的成員於聯動劇場版客串演出。
- 本作繼《假面騎士×假面騎士 Drive & 鎧武 MOVIE大戰 Full Throttle》第二次出現「本年登場假面騎士×上一年登場假面騎士」來互相交換各自的力量及道具的設定。[5]
- 《假面騎士EX-AID》本篇中即將現身的雙重動作玩家Level XX於本作先行登場。
- 曾在《特搜戰隊刑事連者》中飾演胡堂小梅 / 刑事粉紅及《炎神戰隊轟音者》劇場版中飾演月之輪的知名聲優兼演員的菊地美香亦在自己的推特上宣布參演本作，並貼出與本作監督坂本浩一的合照[6]。

### 各作品關聯性
- 本作時間點位於《假面騎士EX-AID》本篇第10~11話之間[7]，和外傳《Ghost RE:BIRTH 假面騎士Specter》2年前發生的故事。

## 故事概要
身份不明的遊戲病毒生命體“Pac-Man”來襲，人類將陷入前所未聞的危機。以恐怖的趨勢擴大感染中，天空寺尊（假面騎士Ghost）也因為感染上這種病毒，失去了變身的能力。另一方面寶生永夢（假面騎士Ex-Aid）追查敵人的真面目及感染源，但那正左右他自身的命運的「重大的真實」有著連繫關係。被堵住去路的Ex-Aid與Ghost。誰能在這窮途末路的危機下拯救這兩名假面騎士及人類們，那麼，只有那些男人們。
那些被稱為傳說的假面騎士們，會如何打破這個危機。追求安息之地到處旅行的Wizard，從這個地上失去身影的鎧武，以及失去腰帶先生的Drive，是如何再次地復活。
襲擊尊等人的全新命運，戰士們的奇蹟般的集結，以及與EX-AID有關的電視版有著直接連繫的秘密，在此故事中揭曉明白。
全都超Level up的假面騎士MOVIE，適合超級英雄年的對應高潮新章將與突入。

## 故事背景＆用語
次世代基因組研究所
原文： / Next Genome Institute
幻夢集團所屬的研究所，以所長財前美智彥為首的研究團隊進行遺傳因子治療的相關研究，因六年前的事故，使得該研究所遭到廢棄。
基因組計畫
原文： / Genome Project
財前美智彥所進行的計畫

## 登場人物

### 假面騎士
寶生永夢（ほうじょう・えむ）（飯島寛騎飾）
假面騎士EX-AID的變身者。
天空寺尊（てんくうじ・タケル）（西銘駿飾）
假面騎士Ghost的變身者。
於《假面騎士Ghost》本篇最終話時再次擁有身體，目前因課業延遲半年，正努力地補習及專心準備大學考試。
鏡飛彩（かがみ・ひいろ）（瀨戶利樹 飾）
假面騎士Brave的變身者。
花家大我（はなや・たいが）（松本享恭 飾）
假面騎士Snipe的變身者。
九條貴利矢（くじょう・きりや）（小野塚勇人 飾）
假面騎士Lazer的變身者。
深海誠（ふかみ・マコト）（山本涼介飾）
假面騎士Specter的變身者。
亞蘭（アラン）（磯村勇斗飾）
假面騎士Necrom的變身者。

### 《傳說騎士》
泊進之介（とまり・しんノすけ）（竹内涼真飾）
假面騎士Drive的變身者。
腰帶先生回來（勝利後再次失去），與詩島霧子結婚一年後，與葛葉紘汰（假面騎士鎧武）及操真晴人（假面騎士Wizard）被稱爲傳說的假面騎士們。
在葛葉紘汰/假面騎士鎧武幫助下，與腰帶先生再次重逢，變身為假面騎士Drive。
葛葉紘汰（かずらば・こうた）（佐野岳聲音剪輯）
假面騎士鎧武的變身者。
自從上次和泊進之介合作保護地球後，再次回到高司舞一同在創造了生機的新星體兩年後，今次卻因某個原因再次回到地球。
幫助了泊進之介/假面騎士Drive，與腰帶先生再次重逢。
操真晴人（そうま・はると）（白石隼也飾）
假面騎士Wizard的變身者。
為了尋找安息之地到處流浪的魔法師，現因追尋著希望而再次出現在眾人面前。

### 《假面騎士EX-AID》原主要人物
假野明日那（かりの・あすな）（松田瑠華 飾）
檀黎斗（だん・くろと）（岩永徹也 飾）
帕拉德（パラド）（甲斐翔真飾）
鏡灰馬（かがみ・はいま）（博多華丸 飾）
日向恭太郎（ひなた・きょうたろう）（野村宏伸飾）

### 《假面騎士Ghost》原主要人物
月村朱里（つきむら・アカリ）（大澤光飾）
山之內御成（やまのうち・おなり）（柳喬之飾）
深海花音（ふかみ・カノン）（工藤美櫻飾）
八王子涉谷（はちおうじ・シブヤ）（溝口琢矢飾）
成田（ナリタ）（勸修寺玲旺飾）

### 《假面騎士Drive》原主要人物
腰帶先生（ベルトさん）（CV：Chris Peppler）
Drive驅動器內藏的人工智慧，在葛葉紘汰/假面騎士鎧武幫助下，與進之介再次重逢。

### 本作登場人物
財前美智彦（ざいぜん・みちひこ） （佐野史郎飾）
次世代基因組研究所的所長，也是遺傳因子治療的專家，於本作六年前被判定死亡，其實是分離出永夢的崩源體的時候遭病毒感染而掉入遊戲世界，現以Dr. Pac-Man的身份向人類復仇，蓋諾姆斯的變身者。
來瀬莊司（くるせ・そうじ）  （棚橋弘至飾）
次世代基因組研究所的成員，六年前與財前美智彦等人遭病毒感染而掉入遊戲世界而被外界判定不明原因死亡，羅波爾崩源體的變身者。
武田上葉（たけだ・あげは）  （山本千尋飾）
次世代基因組研究所的成員，六年前與財前美智彦等人遭病毒感染而掉入遊戲世界而被外界判定不明原因死亡，基利爾崩源體的變身者。
龍崎一成（りゅうざき・かずなり）  （鈴之助飾）
次世代基因組研究所的成員，六年前與財前美智彦等人遭病毒感染而掉入遊戲世界而被外界判定不明原因死亡，多拉爾崩源體的變身者。
清宮東吾（きよみや・とうご）  （高野洸飾）
超高人氣的『Hatesate Puzzle』遊戲開發者，是名興趣於開發新遊戲軟體的高中生，同時也是哈特納崩源體的寄生者。

## 本作限定登場假面騎士/形態

### 假面騎士Ghost
變身者：天空寺尊（替身演員：高岩成二 / 永徳、CV：西銘駿）
原文： / Kamen Rider Ghost

#### 變身模式
| 型態名稱                         | 簡介                                                                                              | 外觀                                                                      | 能力 | 必殺技 |
| EX-AID Damashii EX-AID魂         | 原文： 利用「EX-AID」幽靈眼魂變身的形態 身高： 體重： 拳擊力： 踢擊力： 跳躍力： 行動速度：       | 全身以粉紅色、青綠色和銀色為主，造型與假面騎士Ex-Aid 動作玩家 Level 2相似 | 寄宿假面騎士EX-AID的力量                                                                                   |        |
| Tenkatouitsu Damashii 天下統一魂 | 原文： 使用「Tenkatouitsu」幽靈眼魂變身的形態 身高： 體重： 拳擊力： 踢擊力： 跳躍力： 行動速度： | 全身以金色、銀色、黑色，造型則以三大名將對杜鵑不啼的態度為藍本            | 寄宿戰國三大武將織田信長、豐臣秀吉和德川家康靈魂的力量，能使用Ghost、Specter、Necrom三名假面騎士的專屬武器 |        |

### 假面騎士EX-AID
變身者：寶生永夢（替身演員：、CV：飯島寛騎）
原文： / Kamen Rider EX-AID

#### 變身模式
| 型態名稱                              | 簡介 | 外觀                                                                                | 能力 | 必殺技                               |
| Ghost Gamer Level 1 Ghost玩家 Level 1 | 原文： 使用「Kaigan Ghost」卡帶變身的形態 身高： 體重： 拳擊力： 踢擊力： 跳躍力： 行動速度：                                                       | 全身以黑色和橙色為主，造型與假面騎士Ghost 我魂過渡瞬間相似                          | 於網絡特別篇《假面騎士Genm》及《假面騎士平成Generations Dr. Pac-Man對EX-AID & Ghost with 傳說騎士》中登場。 | Kaigan Critical Strike 原文：        |
| Ghost Gamer Level 2 Ghost玩家 Level 2 | 原文： 使用「Kaigan Ghost」卡帶狀態時「大變身」升級的形態 身高：204.0cm 體重：96.0kg 拳擊力：5.5t 踢擊力：10.0t 跳躍力：42.0m 行動速度：100 / 5.8秒 | 全身以橙色和黑色為主，造型與假面騎士Ghost 我魂相似                                  | 於網絡特別篇《假面騎士Genm》及《假面騎士平成Generations Dr. Pac-Man對EX-AID & Ghost with 傳說騎士》中登場。 | Kaigan Critical Strike 原文：        |
| Drive Gamer Level 2 Drive玩家 Level 2 | 原文： 使用「Full Throttle Drive」卡帶狀態時「大變身」升級的形態 身高： 體重： 拳擊力： 踢擊力： 跳躍力： 行動速度：                                | 全身以紅色、黑色及白色為主，造型與假面騎士Drive 速度型號相似                        | 於網絡特別篇《假面騎士Genm》Part 1中登場。                                                                  | Full Throttle Critical Strike 原文： |
| Gaim Gamer Level 2 鎧武玩家 Level 2   | 原文： 使用「Toukenden Gaim」卡帶狀態時「大變身」升級的形態 身高： 體重： 拳擊力： 踢擊力： 跳躍力： 行動速度：                                     | 全身以橙色、金色和藍色為主，造型與假面騎士鎧武 柳橙鎧甲相似                         | 於網絡特別篇《假面騎士Genm》Part 1中登場。                                                                  | Toukenden Critical Finish 原文：     |
| Pac Action Gamer 吃豆動作玩家         | 原文： 使用「Mighty Action X」卡帶狀態時搭配「Pac Adventure」卡帶武裝升級的形態 身高： 體重： 拳擊力： 踢擊力： 跳躍力： 行動速度：                 | 全身以金色、粉紅色、青綠色和銀色為主，造型與假面騎士Ex-Aid 機械動作玩家 Level 3相似 | 於網絡特別篇《假面騎士Genm》Part 2中登場。                                                                  | Pac-Critical Strike 原文：           |

### 假面騎士Brave
變身者：鏡飛彩（替身演員：内川仁朗（LV1） / 渡邊淳（LV2、3、5）、CV：瀨戶利樹） 
原文： / Kamen Rider Brave

#### 變身模式
| 形態名稱                            | 簡介 | 外觀                                                                             | 能力                                       | 必殺技                         |
| Famista Quest Gamer Famista冒險玩家 | 原文： 使用「Taddle Quest」卡帶狀態時搭配「Famista」卡帶武裝升級的形態 身高： 體重： 拳擊力： 踢擊力： 跳躍力： 行動速度： | 全身以紅色、淺藍色、灰色和銀色為主，造型與假面騎士Brave 節拍冒險玩家 Level 3相似 | 於網絡特別篇《假面騎士Genm》Part 2中登場。 | Famista Critical Strike 原文： |

### 假面騎士Snipe
變身者：花家大我（替身演員：藤田慧（LV1） / 永德（LV2、3、5）、CV：松本享恭）
原文： / Kamen Rider Snipe

#### 變身模式
| 形態名稱                               | 簡介 | 外觀                                                                               | 能力                                       | 必殺技                         |
| Xevious Shooting Gamer Xevious射擊玩家 | 原文： 使用「Bang Bang Shooting」卡帶狀態時搭配「Xevious」卡帶武裝升級的形態 身高： 體重： 拳擊力： 踢擊力： 跳躍力： 行動速度： | 全身以銀色、深藍色、黃綠色和黑色為主，造型與假面騎士Snipe 戰爭射擊玩家 Level 3相似 | 於網絡特別篇《假面騎士Genm》Part 2中登場。 | Xevious Critical Strike 原文： |

### 假面騎士Genm
變身者：檀黎斗（替身演員：藤田慧（LV1） / 縄田雄哉（LV2、3、X（10）） / 有薗啓剛（LV2單車）、CV：岩永徹也）
原文： / Kamen Rider Genm

#### 變身模式
| 形態名稱                                | 簡介 | 外觀 | 能力                                       | 必殺技                           |
| Wizard Gamer Level 1 Wizard玩家 Level 1 | 原文： 使用「Magic The Wizard」卡帶變身的形態 身高： 體重： 拳擊力： 踢擊力： 跳躍力： 行動速度：                  | 全身以白色、黑色、紫色和紅色為主，造型與假面騎士Genm Action Gamer Level 1相似，面部圖案與假面騎士Wizard 火焰型式相似 | 於網絡特別篇《假面騎士Genm》Part 1中登場。 | Magic The Critical Strike 原文： |
| Wizard Gamer Level 2 Wizard玩家 Level 2 | 原文： 使用「Magic The Wizard」卡帶狀態時「Grade 2」升級的形態 身高： 體重： 拳擊力： 踢擊力： 跳躍力： 行動速度： | 全身以黑色和紅色為主，造型與假面騎士Wizard 火焰型式相似，下半身和假面騎士Genm Action Gamer Level 2相似               | 於網絡特別篇《假面騎士Genm》Part 1中登場。 | Magic The Critical Strike 原文： |

## 登場怪人 / 敵對角色
- 崩源體

- 蓋諾姆斯（替身演員：、CV：佐野史郎）

原文： / Genomes
身高：206.7cm
體重：115.5kg
財前美智彦在哈特納崩源體幫助下重組體內遺傳因子後使用「Gashacon Bugvisor」變身的形態。
最後被假面騎士EX-AID 雙重動作玩家Level XX擊倒。
於外傳《EX-AID Trilogy Another・Ending 假面騎士Para-DX with Poppy》中八乙女紗衣子使用“Gashacon Bugwiser”再次將該崩源體復活，最後被假面騎士Poppy擊倒。
- Dr. Pac-Man

原文：
為財前美智彥使用Pac-Man頭套所偽裝的身份，後在《假面騎士EX-AID [裏技] 假面騎士Genm》被帕拉德拿來使用。
- 羅波爾崩源體（替身演員：、CV：棚橋弘至）

原文： / Robol Burgster
身高：202.5cm
體重：141.5kg
卡帶插置位：胸腔
來瀬莊司使用「Proto Gekitotsu Robots」騎士卡帶變身的形態。
最後被假面騎士Drive 賽特朗型號擊倒。
- 基利爾崩源體（替身演員：、CV：山本千尋）

原文： / Giril Burgster
身高：206.5cm
體重：126.5kg
卡帶插置位：右膝
武田上葉使用「Proto GiriGiri Chambara」騎士卡帶變身的形態。
最後被假面騎士鎧武 極鎧甲擊倒。
- 多拉爾崩源體（替身演員：、CV：鈴之助）

原文： / Doral Burgster
身高：202.5cm
體重：116.7kg
卡帶插置位：頸部
龍崎一成使用「Proto Drago Knight Hunter Z」騎士卡帶變身的形態。
最後被假面騎士Wizard 無限龍擊倒。
- 哈特納崩源體（替身演員：、CV：中博史 / 小西克幸）

原文： / Hatena Burgster
身高：210.0cm
體重：150.0kg
宿主：清宮東吾
範本資料原處：『Hatesate Puzzle』
能夠以手持的杖型武器「Puzzle Rod」進行在遊戲領域內召喚從空中擲落的「Puzzle彈」。
最後被假面騎士Ghost 天下統一魂擊倒。
於《假面騎士EX-AID [裏技]假面騎士Para-DX》中再次出現，並成為『解謎迷宮』遊戲中的星星房間鎮守者。
- 巨大小精靈

原文： / Giant Pac-Man
財前美智彥將所有「小精靈」崩源體病毒集合的巨大集合體，後因假面騎士Ghost跟EX-AID的幫助下恢復正常。

## 本作登場幽靈眼魂（Ghost Eyecon）
| 英文名稱     | 日文名稱 | 中文名稱 | 編號 | 能力                                                                               | 備註 |
| ------------ | -------- | -------- | ---- | ---------------------------------------------------------------------------------- | --- |
| Tenkatouitsu |          | 天下統一 | 天   | 轉換形態 天下統一魂。 擁有統一日本的三大戰國名將織田信長、豐臣秀吉、德川家康的能力 | Ghost驅動器使用時音效為「Nobunaga, Hideyoshi, Ieyasu! Hatasu no wa itsu! Tenka tōitsu! 」（日文原文，中文意思「信長！秀吉！家康！心願的合一！天下統一！」）。 英雄靈魂由信長靈魂、秀吉靈魂和家康靈魂融合而成。                                                                                 |
| EX-AID       |          | EX-AID   | R18  | 轉換形態 天下統一魂。 擁有使用假面騎士EX-AID力量的能力                             | 《變身腰帶DX玩家驅動器》購入特典。 Ghost驅動器使用時音效為「Atana Kosei！Koreka Heisei！」（日文原文「新たな個性！これか平成！」，中文意思「新一代個性！這就是平成！」）。 該幽靈眼魂最初在《假面騎士Ghost》本篇最終話中由假面騎士EX-AID所擊出的能量道具變化而成，而後將該眼魂交給了天空寺尊。 |

## 本作登場騎士卡帶（Rider Gashat）
| 英文名稱                   | 日文名稱 | 中文名稱         | 遊戲類型 | 玩家   | 對應等級                                   | 備註 |
| -------------------------- | -------- | ---------------- | -------- | ------ | ------------------------------------------ | --- |
| Kaigan Ghost               |          | 開眼Ghost        | 傳說騎士 | EX-AID | Level 1 － Level 2                         | 變身成為 Ghost玩家。 開啟Level 2時音效為「Inochi Moyasu, Kakugo Kimeru, Ore ga Ghost!」 （日文原文「命燃やす 覚悟決める 俺がゴースト！」，中文意思「燃燒生命 堅定覺悟 我就是Ghost！」）。 此騎士卡帶為檀黎斗透過解析我魂幽靈眼魂所開發的。 |
| Toukenden Gaim             |          | 刀劍傳鎧武       | 傳說騎士 | EX-AID | Level 2                                    | 網絡特別篇《假面騎士Genm》Part 1中登場。 變身成為 鎧武玩家。 開啟Level 2時音效為「Tokenden-den-den-den-de-de-den! Fruit Chambara!」 （日文原文「刀剣伝・デン・デン・デン・デデデン！フルーツチャンバラ！」，中文意思「刀劍傳噹噹噹滴滴噹！水果劍擊！」）。 此騎士卡帶為檀黎斗透過讀取Ganbarizing遊戲資料所形成的。                                       |
| Full Throttle Drive        |          | 全速Drive        | 傳說騎士 | EX-AID | Level 2                                    | 網絡特別篇《假面騎士Genm》Part 1中登場。 變身成為 Drive玩家。 開啟Level 2時音效為「Tri! Tri! Tri! Tridoron de Bakusou! Hitotsu Pashiri Tsukiaeyo Full Throttle Drive!」 （日文原文「トライ！トライ！トライ！トライドロンで爆走！ひとつ走り付き合えよフルスロットルドライブ！」，中文意思「」）。 此騎士卡帶為檀黎斗透過讀取Ganbarizing遊戲資料所形成的。 |
| Barcode Warrior Decade     |          | 條碼戰士Decade   | 傳說騎士 | EX-AID | Level 2                                    | 網絡特別篇《假面騎士Genm》Part 1中登場。《假面騎士大亂鬥 GANBARIZING》限定。 變身成為 Decade玩家。 開啟Level 2時音效為「Destroyer! Sekai no Hakaisha! Barcode Warrior!」 （日文原文「」，中文意思「毀滅者！世界的破壞者！條碼戰士！」）。 |
| Adventure Guy Kuuga        |          | 冒險野郎空我     | 傳說騎士 | EX-AID | Level 2                                    | 網絡特別篇《假面騎士Genm》Part 1中登場。《假面騎士大亂鬥 GANBARIZING》限定。 變身成為 空我玩家。 開啟Level 2時音效為「Mighty Form! Mighty Kick! Bouken Yaro! Kuuga!」 （日文原文「」，中文意思「」）。 |
| Mirror Labryinth Ryuki     |          | 鏡子迷宮龍騎     | 傳說騎士 | EX-AID | Level 2                                    | 網絡特別篇《假面騎士Genm》Part 1中登場。《假面騎士大亂鬥 GANBARIZING》限定。 變身成為 龍騎玩家。 開啟Level 2時音效為「Dragon Knight! Mirror Labyrinth Ryuki!」 （日文原文「」，中文意思「」）。 |
| Insect Wars Kabuto         |          | 昆蟲大戰爭Kabuto | 傳說騎士 | EX-AID | Level 2                                    | 網絡特別篇《假面騎士Genm》Part 1中登場。《假面騎士大亂鬥 GANBARIZING》限定。 變身成為 Kabuto玩家。 開啟Level 2時音效為「Kabuto ni Kuwagata! Hachi Tonbo! Sasori Batta! Konchu Daisensou!」 （日文原文「」，中文意思「」）。 |
| DokiDoki Makai Castle Kiva |          | 心跳魔界城Kiva   | 傳說騎士 | EX-AID | Level 2                                    | 網絡特別篇《假面騎士Genm》Part 1中登場。《假面騎士大亂鬥 GANBARIZING》限定。 變身成為 Kiva玩家。 開啟Level 2時音效為「Va-Vam-Vam-Vam-Vampire! Makai-Jou Kiva!」 （日文原文「」，中文意思「」）。 |
| Detective Double           |          | 名偵探Double     | 傳說騎士 | EX-AID | Level 2                                    | 網絡特別篇《假面騎士Genm》Part 1中登場。《假面騎士大亂鬥 GANBARIZING》限定。 變身成為 Double玩家。 開啟Level 2時音效為「 」 （日文原文「」，中文意思「」）。 |
| Magic The Wizard           |          | 魔法Wizard       | 傳說騎士 | Genm   | Level 1 － Level 2                         | 網絡特別篇《假面騎士Genm》Part 1中登場。 變身成為 Wizard玩家。 開啟Level 2時音效為「Sha-Sha-Shabadoobie de Henshin! Please! Magic The Wizard!」 （日文原文「」，中文意思「」）。 此騎士卡帶為檀黎斗透過讀取Ganbarizing遊戲資料所形成的。 |
| Ganbarizing                |          | Ganbarizing      | 傳說騎士 | Genm   | -                                          | 網絡特別篇《假面騎士Genm》中登場。 此騎士卡帶為檀黎斗使用未完成的Ganbarizing卡帶吸收四枚傳說騎士卡帶資料後形成的。 插置柯拉波斯崩源體身上可召喚出傳說假面騎士。 |
| Jungle OOO                 |          | 叢林OOO          | 傳說騎士 | Genm   | Level 2                                    | 網絡特別篇《假面騎士Genm》Part 1中登場。《假面騎士大亂鬥 GANBARIZING》限定。 變身成為 OOO玩家。 開啟Level 2時音效為「TakaTora! TakaTora! (Batta!) Jungle! Jungle! O~Os!」 （日文原文「」，中文意思「」）。 |
| Space Galaxy Fourze        |          | 宇宙銀河Fourze   | 傳說騎士 | Genm   | Level 2                                    | 網絡特別篇《假面騎士Genm》Part 1中登場。《假面騎士大亂鬥 GANBARIZING》限定。 變身成為 Fourze玩家。 開啟Level 2時音效為「Rocket! Rocket! Switch On! Space! Space! Galaxy Fourze!」 （日文原文「」，中文意思「」）。 |
| Agito of the Sun           |          | 太陽的鄂鬥       | 傳說騎士 | Genm   | Level 2                                    | 網絡特別篇《假面騎士Genm》Part 1中登場。《假面騎士大亂鬥 GANBARIZING》限定。 變身成為 鄂鬥玩家。 開啟Level 2時音效為「Flame! Storm! Ground! Burning-Shining! Taiyou no Agito!」 （日文原文「」，中文意思「」）。 |
| Moshi Moshi Faiz           |          | 喂喂Faiz         | 傳說騎士 | Genm   | Level 2                                    | 網絡特別篇《假面騎士Genm》Part 1中登場。《假面騎士大亂鬥 GANBARIZING》限定。 變身成為 Faiz玩家。 開啟Level 2時音效為「Moshi Moshi Faiz! Moshi Moshi Faiz!」 （日文原文「」，中文意思「」）。 |
| King of Poker Blade        |          | 撲克之王劍       | 傳說騎士 | Genm   | Level 2                                    | 網絡特別篇《假面騎士Genm》Part 1中登場。《假面騎士大亂鬥 GANBARIZING》限定。 變身成為 劍玩家。 開啟Level 2時音效為「King! King! King! King of Poker Blade!」 （日文原文「」，中文意思「」）。 |
| Taiko Master Hibiki        |          | 太鼓大師響鬼     | 傳說騎士 | Genm   | Level 2                                    | 網絡特別篇《假面騎士Genm》Part 1中登場。《假面騎士大亂鬥 GANBARIZING》限定。 變身成為 響鬼玩家。 開啟Level 2時音效為「Hit! Hit! Hit! Taiko Master Hibiki!」 （日文原文「」，中文意思「」）。 |
| Time Express Den-O         |          | 時空特急電王     | 傳說騎士 | Genm   | Level 2                                    | 網絡特別篇《假面騎士Genm》Part 1中登場。《假面騎士大亂鬥 GANBARIZING》限定。 變身成為 電王玩家。 開啟Level 2時音效為「Den-Den-Den-O! Densha de Sanjou! Jiku Tokkyuu! Ikuze Climax Jump!」 （日文原文「」，中文意思「」）。 |
| Pac Adventure              |          | 吃豆冒險         | 傳說遊戲 | Ex-aid | 本身无等级，取决于使用者的等级进行强化武装 | 網絡特別篇《假面騎士Genm》Part 2中登場。 變身形態 吃豆動作玩家。 開啟Level up時音效為「Pac Pac Pac-kun Adventure! YO! Pacs! Pacs!Hey! Pac-Man!」 （日文原文「」，中文意思「 吃 吃 吃豆冒险！哟！吃豆！吃豆！嘿！吃豆人！」）。 |
| Taiko no Tatsujin          |          | 太鼓之達人       | 傳說遊戲 | Ex-aid | ?                                          | 網絡特別篇《假面騎士Genm》中登場。 |
| Famista                    | [ 15 ]   | Famista          | 傳說遊戲 | Brave  | 本身無等級，取決於使用者的等級進行強化武裝 | 網絡特別篇《假面騎士Genm》中登場。 變身形態 Famista冒險玩家。 開啟Level 3時音效為「Kattobase! Strike! Hit and Run & Home Run! Kattobase! Famista! Kimeru Kanzen Shōri!」 （日文原文「」，中文意思「 」）。 |
| Xevious                    |          | Xevious          | 傳說遊戲 | Snipe  | 本身無等級，取決於使用者的等級進行強化武裝 | 網絡特別篇《假面騎士Genm》中登場。 變身形態 Xevious射擊玩家。 開啟Level 3時音效為「Gan Gan Gekitsuida! Gust Notch! Gust Notch! Ban Ban High Score! Xe-vi-ou-s!」 （日文原文「」，中文意思「 」）。 |

## 樂曲

### 主題曲
「hikari」 
- 作詞、作曲：Ryota Fukuoka
- RAP詞：TEEDA
- 編曲：B.EYES
- 演唱：lol -エルオーエル-

### 插曲
「B.A.T.T.L.E G.A.M.E」
- 作詞、作曲：Ricky
- 編曲：佐藤希久生
- 演唱：RIDER CHIPS＆仮面ライダーGIRLS

「EXCITE」
- 作詞：三浦大知、岡嶋かな多（日语：岡嶋かな多）
- 作曲：岡嶋かな多、Carpainter
- 編曲：UTA、Carpainter
- 演唱：三浦大知

「SURPRISE-DRIVE」
- 作詞：藤林聖子
- 作曲、編曲：tatsuo（日语：tatsuo）
- 演唱：Mitsuru Matsuoka EARNEST DRIVE（日语：松岡充）

「JUST LIVE MORE」
- 作詞：藤林聖子
- 作曲／編曲：鳴瀨シュウヘイ（日语：鳴瀬シュウヘイ）
- 演唱：鎧武乃風

「Life is SHOW TIME」
- 作詞：藤林聖子
- 作曲／編曲：Tatsuo（日语：tatsuo）
- 演唱：鬼龍院翔 from Golden Bomber

## 其他相關媒體

### 網路劇集
- 《假面騎士EX-AID [裏技] 假面騎士Genm》[18]

2017年1月開始於Youtube頻道配信的特別篇故事作品。共兩部分。
該故事時間點接在《平成Generations》後，本篇第11話前。
另外Part 3（最終傳說舞台）限定收錄於玩具商品附帶DVD內。

#### 播放列表
| 配信日期      | 部分   | 舞台名       | 敵人                                                                              |
| ------------- | ------ | ------------ | --------------------------------------------------------------------------------- |
| 2017年1月13日 | Part 1 | 傳說騎士舞台 | - 柯拉波斯崩源體（原型激突機械） - 柯拉波斯崩源體（原型斬斬劍擊）                 |
| 2017年2月24日 | Part 2 | 傳說玩家舞台 | - 假面騎士W - 假面騎士OOO - 假面騎士Fourze - 柯拉波斯崩源體（Ganbarizing → 素體） |
| 2017年4月15日 | Part 3 | 最終傳說舞台 | - 假面騎士響鬼                                                                    |

#### 演員
- 寶生永夢 / 假面騎士EX-AID - 飯島寛騎 飾 / 聲
- 檀黎斗 / 假面騎士Genm - 岩永徹也 飾 / 聲
- 仮野明日那 / Poppypipopapo  - 松田瑠華 飾
- 鏡飛彩 / 假面騎士Brave - 瀨戶利樹 飾 / 聲
- 花家大我 / 假面騎士Snipe - 松本享恭 飾 / 聲
- Dr.Pac-Man / 帕拉德 - 甲斐翔真 飾 / 聲

#### 聲音演出
- 騎士卡帶聲音 - 影山浩宣

#### 製作人員
- 原作 - 石之森章太郎

## 演員
- 天空寺尊 / 假面騎士Ghost - 西銘駿 飾 / 聲
- 寶生永夢 / 假面騎士EX-AID - 飯島寛騎 飾 / 聲
- 泊進之介 / 假面騎士Drive - 竹內涼真 飾 / 聲
- 操真晴人 / 假面騎士Wizard - 白石隼也 飾 / 聲
- 鏡飛彩 / 假面騎士Brave - 瀨戶利樹 飾 / 聲
- 花家大我 / 假面騎士Snipe - 松本享恭 飾 / 聲
- 九條貴利矢 / 假面騎士Lazer - 小野塚勇人 飾 / 聲
- 深海誠 / 假面騎士Specter - 山本涼介 飾 / 聲
- 亞蘭 / 假面騎士Necrom - 磯村勇斗 飾 / 聲
- 假野明日那 / Poppypipopapo  - 松田瑠華 飾
- 月村朱里 - 大澤光 飾
- 檀黎斗 - 岩永徹也 飾
- 帕拉德 - 甲斐翔真 飾
- 山之內御成 - 柳喬之 飾
- 八王子涉谷 - 溝口琢矢 飾
- 成田 - 勸修寺玲旺 飾
- 深海花音 - 工藤美櫻 飾
- 鏡灰馬 - 博多華丸 飾
- 日向恭太郎 - 野村宏伸 飾
- 清宮東吾 - 高野洸 飾
- 播報員 - 菊地美香 飾
- 美莎 - 早乙女優 飾
- 救護員 - 鈴木晃平 飾
- 教師 - 遠藤薰 飾
- 北見勇樹 - 高梨理央 飾
- 財前美智彦 / Dr.Pac-Man / Genoms - 佐野史郎 飾 / 聲
- 來瀨莊司 / 羅波爾崩源體 - 棚橋弘至 飾 / 聲
- 武田上葉 / 基利爾崩源體 - 山本千尋 飾
- 龍崎一成 / 多拉爾崩源體 - 鈴之助 飾

## 聲音演出
- 騎士卡帶聲音 - 影山浩宣
- Ghost驅動器關連道具聲音、眼魂驅動器G聲音 - m.c.A.T
- 潤眼手環 - Peter von Gomm
- 腰帶先生（Drive驅動器） - Chris Peppler
- 戰極驅動器關連道具聲音 - 平床政治
- 信長魂 - 關智一
- 哈特納崩源體 - 中博史
- 假面騎士鎧武 -佐野岳[19]

## 皮套演出
- 高岩成二
- 藤田慧
- 渡邊淳
- 内川仁朗
- 永徳
- 岡田和也
- 岡元次郎
- 富永研司
- 縄田雄哉
- 鍜治洸太朗
- 渡邉實
- 渡邉昌宏
- 小倉敏博
- 佐藤義夫
- 石井靖見
- 高田将司
- 蔦宗正人
- 神前元
- 榮男樹
- 浦家賢士
- 田中慶
- 御前伸幸
- 松岡千尋
- 杉浦勇一
- 三上真司
- 塚越靖誠
- 山田武生
- 石上龍成
- 中下伊織
- 石田颯己
- 竹中凌大

## 製作人員
- 原作 - 石之森章太郎
- 導演 - 坂本浩一
- 劇本 - 高橋悠也（日语：高橋悠也）
- 配樂 - ats-（日语：ats-）、清水武仁（日语：清水武仁）&渡邊徹（日语：渡辺徹）、坂部剛（日语：坂部剛）
- 動作指導 - 宮崎剛（日语：宮崎剛）（JAE）
- 特攝導演 - 佛田洋（日语：佛田洋）（特攝研究所（日语：特撮研究所））
- 發行 - 東映
- 製作單位 - 「EX-AID & Ghost」製作委員會（東映、tv asahi、ADK、木下組（日语：木下工務店）、萬代）

## 外部連結
- 官方網站（页面存档备份，存于）